# 奇雲·路蘭
奇雲·路蘭（英語：Kevin Nolan，1982年6月24日—），是一名已退役英格蘭職業足球員，曾擔任英格蘭乙組足球聯賽球隊諾士郡的球員兼領隊。司職中場。現時是諾咸頓領隊。
路蘭於英格蘭利物浦的托克斯泰斯長大，於16歲時，他成為博尔顿的球員。路蘭跟隨球隊在2001年的英格蘭甲組聯賽升班附加賽中擊敗普雷斯顿，成功升班至英格蘭超級足球聯賽，他亦成為球隊的正選球員。路蘭於頂級聯賽的首兩季皆在作客對陣曼聯時入球，令球隊連續兩屆在奧脫福球場勝利而回。他亦時常為球隊攻入重要的入球，協助球隊間中以聯賽頭十名的成績完成賽季。
2005-06賽季，保頓歷史性首次獲得參加歐洲足協盃的資格，路蘭亦是其中一位正選球員，可是球隊於淘汰賽三十二強階段出局。2006年，杰伊·杰伊·奥科查離隊後，路蘭成為保頓的隊長，他帶領球隊於獲得參加2007-08賽季歐洲足協盃的資格，球隊於淘汰賽十六強階段被淘汰。
加利·麥臣成為保頓的領隊後，球隊和路蘭的表現受一批球迷批評，因此路蘭於2009年1月的轉會窗轉投纽卡斯尔联，轉會費為約400萬英鎊。紐卡素於該季完結時排名第18，次季需降班至英格蘭冠軍足球聯賽作賽。路蘭於英冠的表現受到廣泛讚揚，因他在各項賽事中攻入18球，包括上演職業生涯首次的帽子戲法，協助球隊以英冠冠軍的身份重返英超。升班後，路蘭獲任命為球隊隊長。
2011年夏天，路蘭轉會至英冠球隊西汉姆联，簽約5年，與前保頓領隊再度合作。他轉會後立刻成為球隊的隊長，並於該季帶領球隊返回英超。2015年8月，路蘭與球會雙方同意下解約，並於2016年1月成為奧連特的球員兼領隊，但在同年4月除去領隊的職務。

## 早期生涯
路蘭在1982年6月24日於默西賽德郡利物浦出生，並成長於托克斯泰斯的一個足球家庭。他自小已立志當一名足球員，年幼時曾入讀利物浦藍袍學校。路蘭於14歲時，曾代表利物浦市學童隊參賽。路蘭年少時為些路迪和利物浦的球迷，但相反地，他所喜愛的球員為曼聯的和。

## 球會生涯

### 保頓
路蘭出生於英國利物浦市，出道時就已加盟保頓青年隊，17歲成為一隊成員。2000/01年英甲聯賽中開始獲得器重，於對克魯的聯賽中取得個人首個聯賽入球。次季，已升上英超的保頓險而降班，幸路蘭的出色表現使球會依能停留於英超之中。
2003/04年球季，路蘭全季上陣35場，並貢獻12球，又協助球會晉身英格蘭聯賽盃決賽，可惜不敵另一支英超球會米杜士堡，與冠軍無緣。後來，路蘭又助球會在聯賽中得到第6名，從而得到參與歐洲足協盃的資格，因此，路蘭與球會續約至2009年。2005/06年球季，路蘭表現更上一層樓，他於多場，如對樸茨茅夫、查爾頓以及對熱刺都「一箭定江山」，為球會得勝，功不可沒。

### 紐卡素
2007年保頓教練艾拿戴斯投效英超球會紐卡素，曾一度邀請路蘭過檔，但遭路蘭拒絕。2009年1月，路蘭以400萬英鎊轉會紐卡素，簽約四年半。

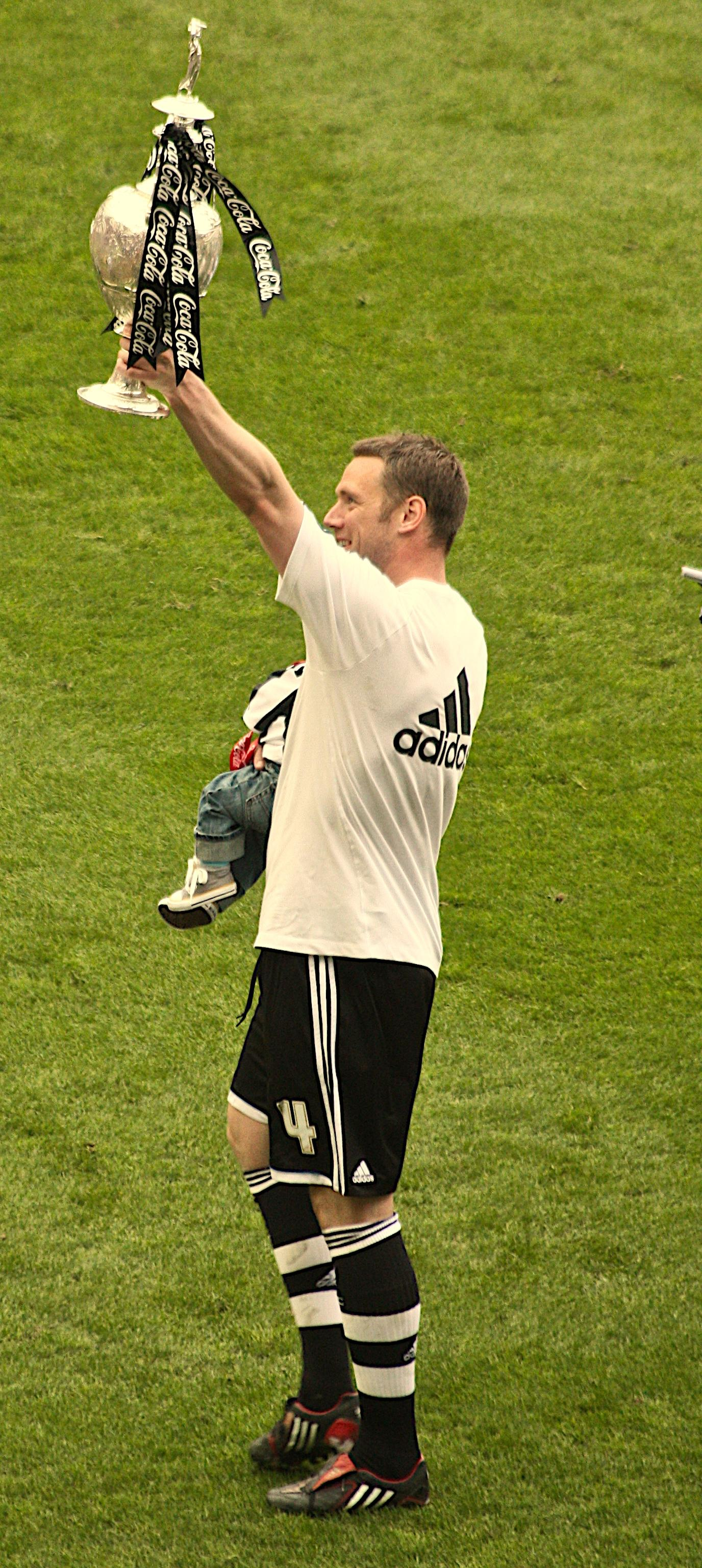
2010年4月路蘭高舉英冠冠軍獎盃

雖然紐卡素降班英冠，但路蘭表現出色，帶領球隊在聯賽領放，9月26日作客4-0擊敗葉士域治一役取得個人職業生涯首次演出帽子戲法，直到2010年3月仍以13球成為球隊首席射手，更在畢特及阿倫·史密夫雙雙缺陣時，擔任代隊長帶領球隊5-1大勝卡迪夫城。路蘭於3月14日「英格蘭聯賽頒獎禮」獲選為「英格蘭冠軍聯賽年度最佳球員」。4月5日主場對錫菲聯，路蘭射入致勝球協助球隊2-1獲勝兼確保升班英超資格。
2010/11年球季路蘭取代退役的畢特獲正式委任為隊長。他於球隊回升英超後首場主場6-0大勝阿士東維拉梅開二度射入季內首兩記入球；於2010年10月31日路蘭取得生平首次帽子戲法，協助紐卡素在「泰恩-威爾打吡」（Tyne–Wear derby）主場5-1大破新特蘭。2010年12月11日於新任領隊（Alan Pardew）執教首場事對利物浦，路蘭先拔頭籌，紐卡素最終以3-1取勝，他於2011年1月16日次場打吡戰的作客賽事再次首開記錄，雙方1-1平手完場。2月26日路蘭在聖占士公園球場對舊東家保頓射入個人第50個英超入球。季末尚餘兩輪賽事，路蘭接受手術治理整季困擾他的腳踝傷患，他整季射入12球成為球會首席射手。

### 韋斯咸
路蘭與紐卡素商討續約，但雙方未能就合約年期達成協議，剛降班英冠的韋斯咸隨即出價150萬英鎊求購被拒。2011年6月15日韋斯咸提高出價獲得接納，紐卡素准許路蘭與韋斯咸商討加盟條件及接受體測。6月16日落實加盟，轉會費沒有透露，簽約五年，重投老上司艾拿戴斯麾下。由於約滿離隊轉投史篤城，曾獲艾拿戴斯在保頓及紐卡素委派擔任隊長的路蘭再次戴上隊長臂章。2011年8月7日於揭幕戰主場對卡迪夫城首次披甲上陣，但落筆打三更，以0-1不敵未能開門紅。但次輪賽事韋斯咸隨即憑路蘭的遠柱「窩利」1-0作客小勝唐卡士打。因為路蘭出色的表現及全季射入13球，帶領韋斯咸升上英超。
路蘭於2012-13年的英超球季繼續了他出色的表現，首先於首場聯賽對阿士東維拉時射入唯一的入球，協助球隊於重返英超的首戰全取三分。2012年9月1日，在對富咸的比賽中，路蘭於開賽不足一分鐘便為球隊打開紀錄，最後韋斯咸以3比0獲勝。路蘭與前隊友卡路爾再次拍擋，為韋斯咸進攻重心，路蘭亦於2013年5月19日對雷丁的最後一場聯賽，射入個人第二次的帽子戲法，以4比2擊敗對手，得以第十名的佳績完成聯賽。

### 奧連特
2016年1月21日，路蘭以球員兼領隊的方式，加入英乙的奧連特，雙方簽約2年半。2日後，他以教練的身份，贏得對陣的聯賽，最終比分為2比0。他亦把自己列入後備的其中一員，但並沒有派遣自己上陣。1月26日，他於作客新港郡的比賽中，於第79分鐘後備入替卡拉姆·查拉多-馬丁。於比賽中，他的傳中球協助球隊贏得1個十二碼，並由前鋒射入全場唯一的入球，協助球隊以1比0勝出。2月6日，他在對陣朴茨茅斯的比賽中首次正選上陣，於第70分鐘退下火線，最終球隊以1比0勝出。

### 諾士郡
2017年1月12日，路蘭成為諾士郡的領隊，並於30日注冊兼任球員。

## 國家隊
路蘭曾被英格蘭 U18和英格蘭 U21徵召進入大軍名單，並曾為後者上陣。部份體育評述員認為他將來能成為其中一位候選加入英格蘭國家足球隊球員。有報導指，因路蘭有着愛爾蘭和荷蘭的血統，愛爾蘭國家足球隊和荷蘭國家足球隊皆能徵召路蘭。
2012年11月12日，路蘭於一次訪問提到，他對自己經常被英格蘭隊的領隊忽略而感到傷心。路蘭成為於英超上陣次數最多但未能為英格蘭隊上陣的球員。

## 個人生活
路蘭於2005年訂婚，並於2008年夏季正式迎娶女友海莉（Hayley）。兩人育有兩名子女，長女潔絲明·伊麗莎白（Jasmine Elizabeth）於2006年11月出生，而幼子則在2010年11月出生。

## 生涯統計
截至2017年5月16日
| 球會       | 賽季          | 聯賽               | 聯賽 | 聯賽 | 英格蘭足總盃 | 英格蘭足總盃 | 英格蘭聯賽盃 | 英格蘭聯賽盃 | 歐洲賽事 | 歐洲賽事 | 其他 | 其他 | 總計 | 總計 |
| 球會       | 賽季          | 聯賽               | 出場 | 入球 | 出場         | 入球         | 出場         | 入球         | 出場     | 入球     | 出場 | 入球 | 出場 | 入球 |
| ---------- | ------------- | ------------------ | ---- | ---- | ------------ | ------------ | ------------ | ------------ | -------- | -------- | ---- | ---- | ---- | ---- |
| 博尔顿     | 1999-2000賽季 | 英格蘭甲組聯賽     | 4    | 0    | 0            | 0            | 0            | 0            | —        | —        | 0    | 0    | 4    | 0    |
| 博尔顿     | 2000-01賽季   | 英格蘭甲組聯賽     | 31   | 1    | 4            | 2            | 0            | 0            | —        | —        | 2    | 0    | 37   | 3    |
| 博尔顿     | 2001-02賽季   | 英格蘭超級足球聯賽 | 35   | 8    | 2            | 0            | 2            | 0            | —        | —        | —    | —    | 39   | 8    |
| 博尔顿     | 2002-03賽季   | 英格蘭超級足球聯賽 | 33   | 1    | 2            | 0            | 1            | 0            | —        | —        | —    | —    | 36   | 1    |
| 博尔顿     | 2003-04賽季   | 英格蘭超級足球聯賽 | 37   | 9    | 2            | 1            | 5            | 2            | —        | —        | —    | —    | 44   | 12   |
| 博尔顿     | 2004-05賽季   | 英格蘭超級足球聯賽 | 36   | 4    | 4            | 0            | 2            | 0            | —        | —        | —    | —    | 42   | 4    |
| 博尔顿     | 2005-06賽季   | 英格蘭超級足球聯賽 | 36   | 9    | 3            | 0            | 2            | 0            | 7        | 2        | —    | —    | 48   | 11   |
| 博尔顿     | 2006-07賽季   | 英格蘭超級足球聯賽 | 31   | 3    | 2            | 1            | 1            | 1            | —        | —        | —    | —    | 34   | 5    |
| 博尔顿     | 2007-08賽季   | 英格蘭超級足球聯賽 | 33   | 5    | 0            | 0            | 1            | 0            | 5        | 0        | —    | —    | 39   | 5    |
| 博尔顿     | 2008-09賽季   | 英格蘭超級足球聯賽 | 20   | 0    | 1            | 0            | 1            | 1            | —        | —        | —    | —    | 22   | 1    |
| 博尔顿     | 總計          | 總計               | 296  | 40   | 20           | 4            | 15           | 4            | 12       | 2        | 2    | 0    | 345  | 50   |
| 纽卡斯尔联 | 2008-09賽季   | 英格蘭超級足球聯賽 | 11   | 0    | —            | —            | —            | —            | —        | —        | —    | —    | 11   | 0    |
| 纽卡斯尔联 | 2009-10賽季   | 英格蘭冠軍足球聯賽 | 44   | 17   | 2            | 0            | 2            | 1            | —        | —        | —    | —    | 48   | 18   |
| 纽卡斯尔联 | 2010-11賽季   | 英格蘭超級足球聯賽 | 30   | 12   | 1            | 0            | 1            | 0            | —        | —        | —    | —    | 32   | 12   |
| 纽卡斯尔联 | 總計          | 總計               | 85   | 29   | 3            | 0            | 3            | 1            | —        | —        | —    | —    | 91   | 30   |
| 西汉姆联   | 2011-12賽季   | 英格蘭冠軍足球聯賽 | 42   | 12   | 0            | 0            | 1            | 0            | —        | —        | 3    | 1    | 46   | 13   |
| 西汉姆联   | 2012-13賽季   | 英格蘭超級足球聯賽 | 35   | 10   | 2            | 0            | 1            | 0            | —        | —        | —    | —    | 38   | 10   |
| 西汉姆联   | 2013-14賽季   | 英格蘭超級足球聯賽 | 33   | 7    | 0            | 0            | 2            | 0            | —        | —        | —    | —    | 35   | 7    |
| 西汉姆联   | 2014-15賽季   | 英格蘭超級足球聯賽 | 29   | 1    | 4            | 0            | 0            | 0            | —        | —        | —    | —    | 34   | 1    |
| 西汉姆联   | 2015-16賽季   | 英格蘭超級足球聯賽 | 2    | 0    | —            | —            | —            | —            | 3        | 0        | —    | —    | 5    | 0    |
| 西汉姆联   | 總計          | 總計               | 141  | 30   | 6            | 0            | 4            | 0            | 3        | 0        | 3    | 1    | 157  | 31   |
| 奧連特     | 2015-16賽季   | 英格蘭乙組足球聯賽 | 14   | 0    | —            | —            | —            | —            | —        | —        | —    | —    | 14   | 0    |
| 諾士郡     | 2016–17賽季   | 英格蘭乙組足球聯賽 | 0    | 0    | —            | —            | —            | —            | —        | —        | —    | —    | 0    | 0    |
| 生涯總計   | 生涯總計      | 生涯總計           | 536  | 99   | 29           | 4            | 22           | 5            | 15       | 2        | 5    | 1    | 607  | 111  |

1. ↑  於英格蘭甲組聯賽附加賽上陣
2. 1 2  於上陣
3. ↑  於英格蘭冠軍足球聯賽附加賽上陣
4. ↑  於欧足联欧洲联赛附加賽上陣

## 執教生涯數據
截至2017年9月16日
| 球隊   | 從            | 至            | 統計 | 統計 | 統計 | 統計 | 統計     | 參考資料             |
| 球隊   | 從            | 至            | 场次 | 胜   | 和   | 負   | 得勝率％ | 參考資料             |
| ------ | ------------- | ------------- | ---- | ---- | ---- | ---- | -------- | -------------------- |
| 奧連特 | 2016年1月21日 | 2016年4月12日 | 15   | 7    | 2    | 6    | 46.7     | [ 27 ] [ 57 ] [ 58 ] |
| 諾士郡 | 2017年1月12日 | 現在          | 31   | 17   | 6    | 8    | 54.8     | [ 59 ]               |
| 總計   | 總計          | 總計          | 46   | 24   | 8    | 14   | 52.2     | —                    |

## 榮譽

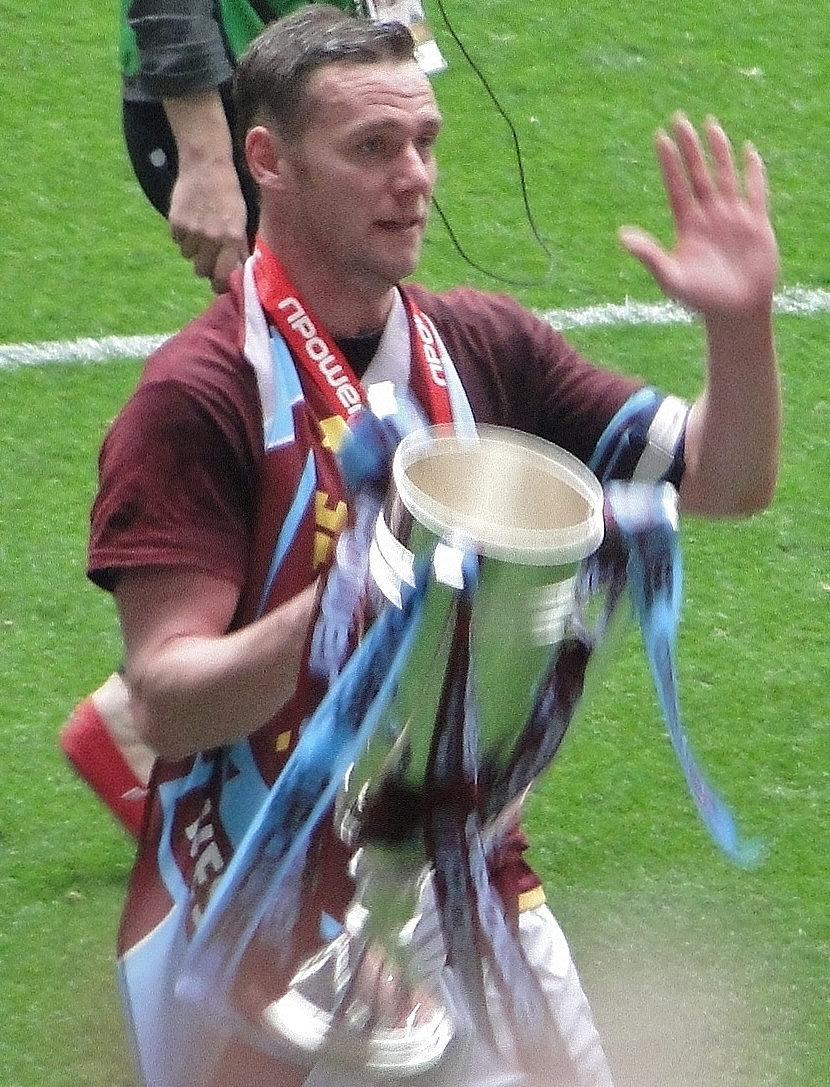
贏得2012年英格蘭足球冠軍聯賽附加賽決賽後，正在手持獎盃的路蘭

### 球會
保頓
- 英格蘭甲組聯賽附加賽決賽冠軍：2000-01賽季（英语：2000–01 Bolton Wanderers F.C. season）[60]

 紐卡素
- 英格蘭足球冠軍聯賽冠軍：2009-10賽季[61]

 韋斯咸
- 英格蘭足球冠軍聯賽附加賽決賽冠軍：2011-12賽季（英语：2012 Football League First Division play-off Final）[62]

### 個人
- 英格蘭超級足球聯賽每月最佳球員：2006年2月[63]
- 英格蘭足球冠軍聯賽年度最佳球員：2009-10賽季[61]
- 英格蘭足球冠軍聯賽球迷公選每月最佳球員：2009年2月[64]
- PFA年度最佳陣容（英冠）：2009-10賽季[65]
- 英格蘭足球冠軍聯賽每月最佳球員：2010年4月[66]
- 英格蘭足球冠軍聯賽年度最佳球員（候選）：2011-12賽季[67]
- 英格蘭足球冠軍聯賽年度最佳陣容：2011-12賽季[68]

## 外部連結
- 足球数据库：奇雲·路蘭的球员统计数据
- 奇雲·路蘭於韋斯咸官方網站上的資料
- 奇雲·路蘭於紐卡素官方網站上的資料
- 奇雲·路蘭（页面存档备份，存于）於英超官方網站上的資料
- 奇雲·路蘭（页面存档备份，存于）於BBC上首個專欄

| 體育角色      | 體育角色              | 體育角色           |
| ------------- | --------------------- | ------------------ |
| 前任： 奧高查 | 保頓隊長 2005–2009    | 繼任： 奇雲·戴維斯 |
| 前任： 畢特   | 紐卡素隊長 2010–2011  | 繼任： 高路仙尼    |
| 前任： 厄遜   | 韋斯咸隊長 2011– 2015 | 繼任： 諾布爾      |